# Bronisław Sianoszek
Bronisław Sianoszek, ps. „Bronek”, „Imrun” (ur. 4 kwietnia 1921 w Sankt Petersburgu, zm. 30 marca 1968 w Pasłęku) – polski oficer i publicysta, żołnierz Korpusu Obrońców Polski (KOP), a następnie Związku Walki Zbrojnej-Armii Krajowej (ZWZ-AK), uczestnik powstania warszawskiego. W latach 1955–1960 kierownik Przychodni Protetyki Stomatologicznej w Ciechanowie.

## Życiorys

### Dzieciństwo i młodość
Urodzony w rodzinie polskich uchodźców z terenu Królestwa Polskiego. Był synem Wincentego Sianoszka (1889–1976), kierowcy-mechanika, i Heleny z Mirgałowskich (1888–1976), nauczycielki. Po odzyskaniu przez Polskę niepodległości rodzice przyjechali do Polski i osiedli się w Milanówku. Uczęszczał do Prywatnego Koedukacyjnego Gimnazjum i Liceum Tow. Szkoły Średniej w Grodzisku Mazowieckim. W 1939 zdał z wyróżnieniem egzamin do Miejskiej Szkoły Sztuk Zdobniczych i Malarstwa.

### Udział w konspiracji 1939–1944
Od wiosny 1940 działał w konspiracji. W 1942 został przydzielony do Organizacji Wydzielonej «Wachlarz», jako łącznik do odcinka III Polesie. Pod dowództwem kpt. Alfreda Paczkowskiego, ps. „Wania” brał udział 11 kwietnia 1942 w akcji zatopienia monitora rzecznego w Kanale Królewskim, co spowodowało zablokowanie żeglugi po tym kanale. Następnie pozostawał w dyspozycji Odcinka II «Wachlarza», a na przełomie 1942 i 1943 ponownie Odcinka III, jako szef ochrony ostatniego dowódcy odcinka kpt. Bolesława Kontryma, ps. „Żmudzin”.
Po rozwiązaniu organizacji «Wachlarz» został skierowany od wiosny 1943 do Zgrupowania Partyzanckiego Kedywu AK „Ponury” i pozostawał w ochronie osobistej dowódcy Zgrupowania por. Jana Piwnika, ps. „Ponury”. Od maja 1943 oddelegowany do Suchedniowa, gdzie w Zakładach Przemysłowych Stanisław Tański i S-ka został szefem ochrony tajnej produkcji pistoletów maszynowych typu sten uruchomionej przez inż. Kazimierza Czerniewskiego. W trakcie likwidacji fabryki przez hitlerowców 26 października 1943 zabijając bądź raniąc 4 żandarmów, wydostał się z okrążenia i dołączył do zgrupowania Ponurego.
Od listopada 1943 do maja 1944 był żołnierzem oddziału dyspozycyjnego Delegatury Rządu „Podkowa” – «Sztafeta» dowodzonego przez kpt. Bolesława Kontryma, ps. „Żmudzin”. Oddział ten działający w Warszawie i w Okręgu Warszawskim zajmował się ochroną lokali i aparatu Delegatury Rządu oraz likwidacją konfidentów i funkcjonariuszy aparatu terroru okupanta. 19 marca 1944 Tadeusz Gogola z żoną Eugenią podstępem wyprowadzili z domu „Bystrego”. „Bronek” wraz z Józefem Bałdygą „Koltem”, Piotrem Olęckim „Piotrem”, Stanisławem Rzewuskim „Staszkiem” na rynku w Żyrardowie wykonał wyrok śmierci na konfidencie Marianie Paprzyckim.
W maju 1944 przydzielony do 30 Dywizji Piechoty AK tworzonej w ramach akcji „Burza”. Brał udział w akcjach bojowych tej jednostki. 30 czerwca 1944 w potyczce pod miejscowością Mańczaki k. Kamieńca wyprowadził z pola bitwy swego rannego dowódcę batalionu kpt. Alfreda Paczkowskiego ps. „Wania”, używającego tu pseudonimu „Dawid”.
W lipcu 1944 został wysłany przez „Wanię" do Warszawy po broń i ludzi. W chwili wybuchu powstania warszawskiego nie dotarł na miejsce koncentracji swej jednostki batalionu „Czata 49” i wraz z innymi żołnierzami utworzył improwizowany oddział – drużynę szturmową „Baśka”. Oddział ten formalnie należący do kompanii „Jeremi» Batalionu „Chrobry II” działał pod jego dowództwem w rejonie ul. Żelaznej i Grzybowskiej. Wykonał 4 sierpnia 1944 pierwszy atak na gmach Polskiej Akcyjnej Spółki Telefonicznej – PAST-y, 7 sierpnia 1944 wypad w kierunku Hal Mirowskich oraz 13 sierpnia 1944 wypad nocny w kierunku ul. Wroniej, w wyniku którego znalazł się po niemieckiej stronie linii frontu. Dwukrotnie aresztowany przez gestapo uciekał z więzienia i ukrywał się w okolicach Warszawy.
Służbę zakończył w stopniu podporucznika czasu wojny AK.

### Okres powojenny
Po rozwiązaniu Armii Krajowej 19 stycznia 1945 pozostał w organizacji „NIE”, której zadaniem było kontynuowanie walki o niepodległość Polski po wkroczeniu Armii Czerwonej. 10 maja 1945 aresztowany i osadzony w więzieniu mokotowskim, po dwóch próbach ucieczek ujęty ponownie i skazany 17 lipca 1945 wyrokiem Wojskowego Sądu Okręgowego w Warszawie na karę śmierci, zmienioną w wyniku amnestii (1947) na 10 lat więzienia. Przebywał kolejno w więzieniach: Wronki, Koronowo i Rawicz. Z więzień uciekał wielokrotnie, wg C. Chlebowskiego uciekł ostatecznie z więzienia w 1953 i przez pewien czas się ukrywał. Postanowieniem Sądu Najwyższego z 20 czerwca 1959 wyrok WSO z 1945 roku został uchylony, a postanowieniem Sądu Wojewódzkiego dla woj. warszawskiego z 28 czerwca 1960 został uniewinniony od zarzucanych mu czynów.
Autor książki pt. Śmierć nie przychodzi kiedy czekam, w której przedstawił swoje przeżycia w 1945. Był autorem artykułów w tygodnikach: „Stolica” (1967 nr 31, 32, 40) oraz „Świat” (1959 nr 48).
Zajmował się rzeźbą w różnych tworzywach. Był stypendystą Ministerstwa Kultury i Sztuki.

## Życie prywatne
Dwukrotnie żonaty, z pierwszego małżeństwa miał dwie utalentowane plastycznie córki: zmarłą tragicznie Grażynę (1949–1988) oraz Małgorzatę (ur. 1952), artystkę malarkę.
Zginął w wypadku samochodowym (jako pasażer) 30 marca 1968 w pobliżu miejscowości Pasłęk.
Pochowany został na cmentarzu cmentarzu Wojskowym na Powązkach w Warszawie (kwatera BII24-6-6).

## Ordery i odznaczenia
- Krzyż Srebrny Orderu Virtuti Militari,
- Krzyż Walecznych (dwukrotnie),
- Krzyż Partyzancki,
- Krzyż Armii Krajowej (pośmiertnie),
- Warszawski Krzyż Powstańczy (pośmiertnie)